# Orpecacantha burmanni
Orpecacantha burmanni is een vlinder uit de familie dominomotten (Autostichidae). De wetenschappelijke naam is, als Amselina burmanni, voor het eerst geldig gepubliceerd in 1962 door Gozmany.
Deze vlinder komt voor in Europa.

## Synoniemen
- Amselina burmanni Gozmany, 1962
- Symmocoides burmanni (Gozmany, 1962)